# Patrice Leconte
Pour les articles homonymes, voir Leconte.
Patrice Leconte est un réalisateur, scénariste, metteur en scène, dessinateur et écrivain français né le 12 novembre 1947 à Paris.
Il est révélé comme scénariste/réalisateur durant les années 1970 et 1980 avec plusieurs comédies populaires portées par la troupe du Splendid : Les Bronzés (1978) et Les Bronzés font du ski (1979). Il les retrouve vingt-cinq ans plus tard pour Les Bronzés 3 (2006).
Il se diversifie et signe plusieurs films acclamés par la critique : la comédie dramatique Tandem (1987), le drame Monsieur Hire (1989), Le Mari de la coiffeuse (1990), La Fille sur le pont (1999), qui sont tous nommés aux Césars dans la catégorie du meilleur réalisateur.
Mais c'est sa comédie en costumes Ridicule, en 1996, qui lui vaut le César du meilleur réalisateur et le BAFTA du meilleur film en langue étrangère en 1997. Durant les années 2010, il signe la comédie dramatique Voir la mer (2011), qui lui vaut le Swann d'or du meilleur réalisateur mais signe aussi son premier film d'animation, Le Magasin des suicides (2012).

## Biographie

### Jeunesse et formation
Patrice Leconte a, selon son autobiographie, un père gynécologue obstétricien et une mère qui fut une des pionnières de l'accouchement sans douleur, ainsi que trois frères et sœur. Il passe son enfance à Tours, tournant dès 15 ans des petits films d'amateur.
Il part pour Paris en 1967 pour suivre le cours Littré, puis entre à l'IDHEC, établissement de ses rêves qui se révèle « poussiéreux et archaïque, sans contact avec le vrai cinéma ». Il écrit quelques critiques aux Cahiers du cinéma, demeure extérieur au mouvement de Mai 68, puis se lance avec plus ou moins de bonheur dans le court métrage. Parallèlement, il contribue au journal Pilote de 1970 à 1974, et réalise de nombreux films publicitaires,,,.

### Révélation en réalisateur de comédies (années 1980)
Ses premiers longs-métrages passent inaperçus ou sont mal reçus. En 1975, il adapte des personnages de Gotlib avec Jean Rochefort et Coluche : Les vécés étaient fermés de l'intérieur. Le film est mal reçu par la critique et ses résultats déçoivent au regard des têtes d'affiches. Patrice Leconte se remet à la publicité. En 1977, il adapte au cinéma une pièce de café-théâtre : Amour, Coquillages et Crustacés, renommée à l'écran Les Bronzés. Le film connaît un grand succès. S'ensuivent pendant une dizaine d'années des comédies à succès, souvent avec la troupe du Splendid, et aussi avec des acteurs comme Coluche, Bernard Giraudeau et Gérard Lanvin, (Viens chez moi, j'habite chez une copine, Les Spécialistes, qui lui permet d'aller vers un registre dramatique).

### Diversification et reconnaissance critique (années 1990)
À l'approche des années 1990, il change de registre : il livre en 1987 la comédie dramatique Tandem, où Gérard Jugnot rase sa moustache pour donner la réplique à Jean Rochefort. C'est la première fois qu'il cadre aussi, et livre un récit entièrement personnel ; en 1989, il propose une nouvelle adaptation d'un roman de Georges Simenon, Monsieur Hire, qui révèle un Michel Blanc totalement à contre-emploi, impavide et bouleversant. Enfin, en 1990, avec Le Mari de la coiffeuse il dresse le portrait inclassable d'un homme qui voue une passion fusionnelle à son épouse et son métier,. Dans les trois cas le public accepte ce changement de style, grâce au très grand soin que Leconte apporte à l'esthétique et au rythme du film, à la gestion des tensions et à la direction d'acteurs.
Cependant, les échecs successifs de la comédie contemporaine Tango en 1993 et du drame Le Parfum d'Yvonne en 1994 ne le découragent pas de mélanger les deux genres : en 1996 sort ainsi Ridicule qui le réconcilie avec le public et la critique, et lui offre les Césars du meilleur réalisateur et du meilleur film.
Il réunit par deux fois des trios d'acteurs : d'abord Jean-Pierre Marielle, Philippe Noiret et Jean Rochefort dans Les Grands Ducs ; puis Jean-Paul Belmondo, Alain Delon et Vanessa Paradis pour la comédie dramatique Une chance sur deux, sortie en 1998. Il retrouve la jeune actrice/chanteuse en 1999 pour La Fille sur le pont, où elle donne la réplique à Daniel Auteuil. Ce drame en noir et blanc annonce des années 2000 placées sous le sceau de la noirceur.

### Castings prestigieux et drames (années 2000)

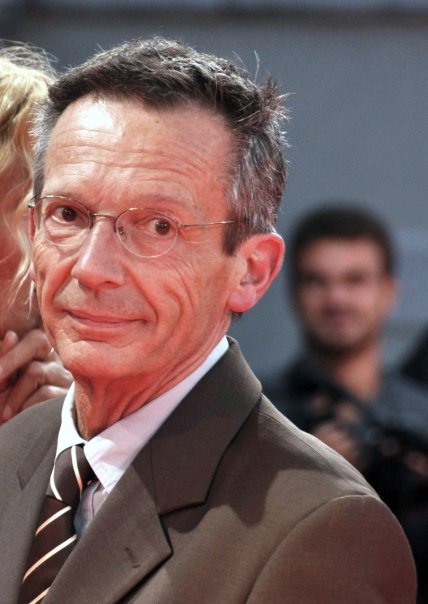
Patrice Leconte en 2009 au Festival du cinéma américain de Deauville.

Il commence la décennie avec le drame historique La Veuve de Saint-Pierre, pour lequel il retrouve Auteuil, mais surtout dirige Juliette Binoche et Emir Kusturica. Il enchaîne en 2001 avec la romance Félix et Lola, dont les rôles-titres sont confiés à Philippe Torreton et Charlotte Gainsbourg. Il poursuit en 2002 avec le drame historique Rue des plaisirs, où il permet à deux comédiens de sortir de leur registre habituel, l'humoriste Patrick Timsit et le mannequin Laetitia Casta. La même année, il révèle le drame L'Homme du train, qui confronte Jean Rochefort et Johnny Hallyday. Autre tandem haut de gamme en 2004 avec la comédie dramatique Confidences trop intimes, menée par Sandrine Bonnaire et Fabrice Luchini. Prolifique, il produit et réalise un documentaire la même année, Dogora : Ouvrons les yeux.
Il surprend en 2006 en revenant à la comédie : l'équipe du Splendid fait de nouveau appel à lui pour réaliser le troisième volet des Bronzés, Les Bronzés 3 qui est le plus gros succès de l'année avec plus de 10,3 millions d'entrées. Il propose la même année la comédie dramatique Mon meilleur ami qui confronte le fidèle Daniel Auteuil au comique Dany Boon.
En 2008, La Guerre des miss qui associe Benoît Poelvoorde à Olivia Bonamy est un échec.
Les films réalisés par Patrice Leconte entre les années 1990 et 2000 valent à Gérard Jugnot, Jean Rochefort, Michel Blanc, Charles Berling et Daniel Auteuil d'être nommés au César du meilleur acteur (remporté par Auteuil et Blanc) et à Juliette Binoche et Vanessa Paradis au César de la meilleure actrice.

### Animation et coproduction internationale (années 2010)

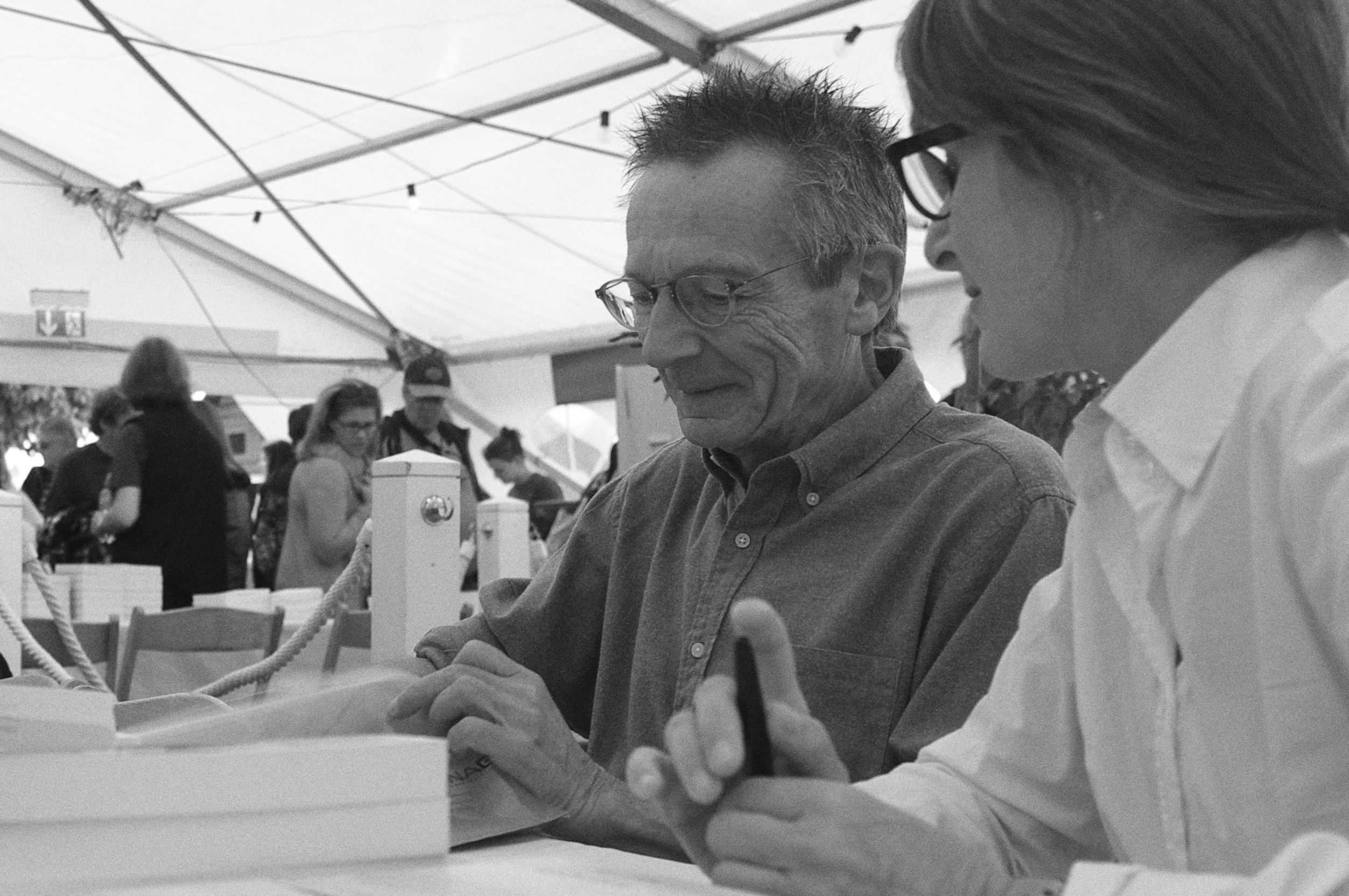
Séance de dédicaces - Le livre sur les quais, Morges, Suisse

En juin 2010, il est juré au cinquantième anniversaire du festival international du film d'animation d'Annecy, alors qu'il est lui-même engagé dans la production d'un film d'animation : Le Magasin des suicides, d'après un livre de Jean Teulé.
Il est également président du grand jury du Festival du grain à démoudre de Gonfreville-l'Orcher en 2010.
En 2011, il propose une petite comédie de mœurs, Voir la mer, avec l'ex-miss météo Pauline Lefèvre. Le Magasin des suicides sort l'année suivante.
Il fait un grand écart artistique en 2014 avec la comédie chorale française Une heure de tranquillité, avec Christian Clavier, Carole Bouquet, Rossy de Palma, Stéphane De Groodt et Valérie Bonneton, d'une part, et avec le drame historique en costumes avec Une promesse d'autre part ; dans cette co-production internationale il dirige les comédiens anglais Rebecca Hall, Alan Rickman et Richard Madden.
Participant occasionnellement à l'émission de Laurent Ruquier, On va s'gêner, sur Europe 1, durant cette décennie, il finit par rejoindre la bande de chroniqueurs de Cyril Hanouna à la rentrée 2015 dans l'émission Les Pieds Dans Le Plat, toujours sur Europe 1.
En 2016, Luc Besson le choisit comme parrain de la cinquième promotion de l'École de la Cité, dans laquelle il intervient régulièrement.
En 2024, il rejoint la présidence du jury de la septième édition du Festival Films courts de Dinan.

### Retour à l'illustration à travers lesImages d’Épinal
Patrice Leconte confie avoir rêvé enfant à la fois de cinéma et de dessin. Ses dessins plaisent à Goscinny, qui l'engage à Pilote. « Pendant cinq ans, de 1970 à 1975, j’étais heureux. Et puis j’ai tourné mon premier film, et c’est à ce moment-là que tout a commencé à dérailler, parce que je n’ai plus fait que ça des films, et que j’ai arrêté la bande dessinée. »
Mais c'est en 2017 qu'il reprend pour un temps le chemin de l'illustration. Pacôme Vexlard, repreneur de l'historique Imagerie d'Épinal convainc lors d'une discussion amicale Patrice Leconte de réaliser quelques croquis qui se concrétisent par l'édition de deux planches lithographiques d'images d'Epinal en édition limitée et signée. Les thèmes, proposés par Patrice Leconte, sont des illustrations d'expressions comme « tête de l’art », « tête de turc », « tête en l’air » ; sur la suggestion de Pacôme Vexlard, elles s'inscrivent dans des ovales, « avec des encadrements fleuris et colorés qui s’inspirent des codes de l’imagerie religieuse traditionnelle qui sont très beaux. Je raffole de ces petits encadrements. Et du trait imprécis des images d'Épinal. »
En 2016 il écrit la préface de l'ouvrage de l'encyclopédie illustrée de l'Imagerie d'Épinal éditée aux Éditions Le Chêne (Hachette).

### Prises de position
En 2005, peu avant la condamnation du réalisateur Jean-Claude Brisseau pour harcèlement sexuel, il fait partie des signataires d’une pétition lancée par Noémie Kocher, victime de ce dernier, en réaction à une pétition de soutien à Brisseau lancée par Les Inrockuptibles.

#### Affaire Depardieu
En avril 2023, alors que l'acteur Gérard Depardieu est accusé par treize femmes d'agressions sexuelles et de viol dans une enquête de Mediapart, il apporte son soutien à l'acteur, car il n'a « constaté aucun manquement ni dérapage pendant le tournage [de Maigret ] de la part de Gérard Depardieu. » En décembre 2023, il est signataire de la tribune controversée N'effacez pas Gérard Depardieu défendant la présomption d'innocence de Gérard Depardieu, alors accusé de viol, agression sexuelle et harcèlement sexuel. Le 2 janvier, il regrette de l'avoir signée, notamment à cause du positionnement politique de Yannis Ezziadi. Il précise : « Quand on me dit qu'il n'est pas exemplaire, je veux bien le croire, je le crois parce que je le sais. Je ne cherche pas à le défendre, ni à l'accabler. Mais cette mise à mort, ce lynchage m'effraie un peu. ».

### Vie privée
Il est marié avec Agnès Béraud, sœur du réalisateur Luc Béraud et attachée de presse des Cahiers du cinéma, avec qui il a deux filles, Marie et Alice.

## Théâtre

### Auteur
- 2021 : The Canapé, mis en scène par Jean-Luc Moreau
- 2023 : Mon voisin nu, mis en scène par lui-même

### Mises en scène
- 1991 : Ornifle ou le Courant d'air de Jean Anouilh, théâtre des Bouffes-Parisiens
- 2004 : Grosse Chaleur de Laurent Ruquier, théâtre de la Renaissance
- 2007 : Confidences trop intimes de Jérôme Tonnerre, théâtre de l'Atelier
- 2007 : Correspondance de Groucho Marx, théâtre de l'Atelier
- 2008 : Héloïse de Patrick Cauvin, théâtre de l'Atelier
- 2010 : Je l'aimais d'Anna Gavalda, théâtre de l'Atelier
- 2012 : L'Audition, spectacle musical pour les Trompettes de Lyon, musique Étienne Perruchon, tournée
- 2014 : Ouh Ouh d'Isabelle Mergault, théâtre des Variétés
- 2023 : Mon voisin nu de lui-même, Radiant-Bellevue de Lyon et tournée

## Filmographie

### Comme réalisateur

#### Courts métrages[26]
- 1962 : Le Tour du monde de Monsieur Jones
- 1962 : Les Voisins
- 1962 : Schweppes
- 1962 : Incomprissionisme
- 1963 : Corrida
- 1964 : Antoine
- 1964 : Morte Carne
- 1964 : Sans gamelles ni bidons
- 1965 : Monsieur Ploum
- 1965 : Les Dieux au goutte-à-goutte
- 1965 : Épisode de la vie de Monsieur Bonhomme
- 1965 : Le Bonhomme
- 1965 : Monsieur mon général
- 1965 : La Chute
- 1966 : Sept péchés capitaux et militaires
- 1966 : Les Mots
- 1966 : Pierre Petit, mon ami
- 1966 : Dessin animé bavard comme pas un
- 1967 : Chantebredouille
- 1967 : Au-delà de l'horizon
- 1967 : Les Voleurs de lune
- 1968 : Autoportrait
- 1969 : La Tiare d'Almendros
- 1969 : L'Espace vital
- 1970 : And My Name Is Marcel Gotlib ou Tout à la plume, rien au pinceau
- 1971 : Le Laboratoire de l'angoisse
- 1973 : La Famille heureuse
- 1988 : Sueurs froides
- 1992 : Le Batteur du Boléro - également scénariste et cadreur
- 2015 : Une nuit au Grévin

#### Longs métrages
- 1971 : Blanche de Walerian Borowczyk (assistant réalisateur)
- 1976 : Les vécés étaient fermés de l'intérieur - également scénariste
- 1978 : Les Bronzés - également scénariste
- 1979 : Les Bronzés font du ski - également scénariste
- 1981 : Viens chez moi, j'habite chez une copine - également scénariste
- 1982 : Ma femme s'appelle reviens - également scénariste
- 1983 : Circulez y'a rien à voir - également scénariste
- 1985 : Les Spécialistes - également co-scénariste
- 1987 : Tandem - également scénariste et cadreur
- 1989 : Monsieur Hire - également scénariste et cadreur
- 1990 : Le Mari de la coiffeuse - également scénariste et cadreur
- 1991 : Contre l'oubli (film collectif)
- 1993 : Tango - également scénariste et cadreur
- 1994 : Le Parfum d'Yvonne - également scénariste
- 1995 : Lumière et Compagnie (film collectif)
- 1996 : Ridicule - également cadreur
- 1996 : Les Grands Ducs - également scénariste et cadreur
- 1998 : Une chance sur deux - également scénariste et cadreur
- 1999 : La Fille sur le pont - également cadreur
- 2000 : La Veuve de Saint-Pierre - également cadreur
- 2001 : Félix et Lola - également cadreur
- 2002 : Rue des plaisirs - également cadreur
- 2002 : L'Homme du train
- 2004 : Confidences trop intimes - également scénariste
- 2004 : Dogora : Ouvrons les yeux
- 2006 : Les Bronzés 3
- 2006 : Mon meilleur ami
- 2008 : La Guerre des miss
- 2011 : Voir la mer - également scénariste et cadreur
- 2012 : Le Magasin des suicides (film d'animation)
- 2013 : Une promesse
- 2014 : Une heure de tranquillité
- 2019 : Salauds de pauvres (film à sketchs co-réalisé par Christophe Alévêque, Rémi Cotta, Jean-Claude Deret, Charles Dubois, Sophie Forte, GiedRé et Nadia Kozlowski-Bourgade)
- 2022 : Maigret

#### Télévision
- 2015 : Une nuit au Grévin, documentaire pour France 5[27]
- 2018 : Les Boutiques obscures - série de 4 documentaires pour France 3[28]

### Apparitions comme acteur
- 1973 : L'An 01 de Jacques Doillon
- 1984 : Pinot simple flic de Gérard Jugnot
- 1995 : Lumière et Compagnie (film collectif)
- 1996 : Le Fils de Gascogne de Pascal Aubier : lui-même
- 2008 : Mes stars et moi de Lætitia Colombani

## Box-office
Les données ci-dessous proviennent de JPbox-office.com et de l'European Audiovisual Observatory.
|    | Film                                     | Année | Entrées en Europe | Entrées en France |
| -- | ---------------------------------------- | ----- | ----------------- | ----------------- |
| 1  | Les Bronzés 3                            | 2006  | 11 078 264        | 10 355 928        |
| 2  | Les Spécialistes                         | 1985  | NC                | 5 319 542         |
| 3  | Viens chez moi, j'habite chez une copine | 1980  | NC                | 2 820 169         |
| 4  | Ridicule                                 | 1996  | 2 698 589         | 2 064 010         |
| 5  | Ma femme s'appelle reviens               | 1982  | NC                | 1 188 840         |
| 6  | Confidences trop intimes                 | 2004  | 1 555 187         | 845 728           |
| 7  | Circulez y'a rien à voir                 | 1983  | NC                | 1 084 439         |
| 8  | Les Bronzés font du ski                  | 1979  | NC                | 1 535 781         |
| 9  | Une heure de tranquillité                | 2014  | 1 357 315         | 1 039 516         |
| 10 | Les Bronzés                              | 1978  | NC                | 2 308 644         |
| 11 | Une chance sur deux                      | 1998  | 1 267 433         | 1 056 810         |
| 12 | La Veuve de Saint-Pierre                 | 2000  | 1 258 134         | 649 325           |
| 13 | Mon meilleur ami                         | 2006  | 1 180 045         | 1 067 616         |
| 14 | La Fille sur le pont                     | 1999  | 1 010 618         | 867 952           |

## Publications

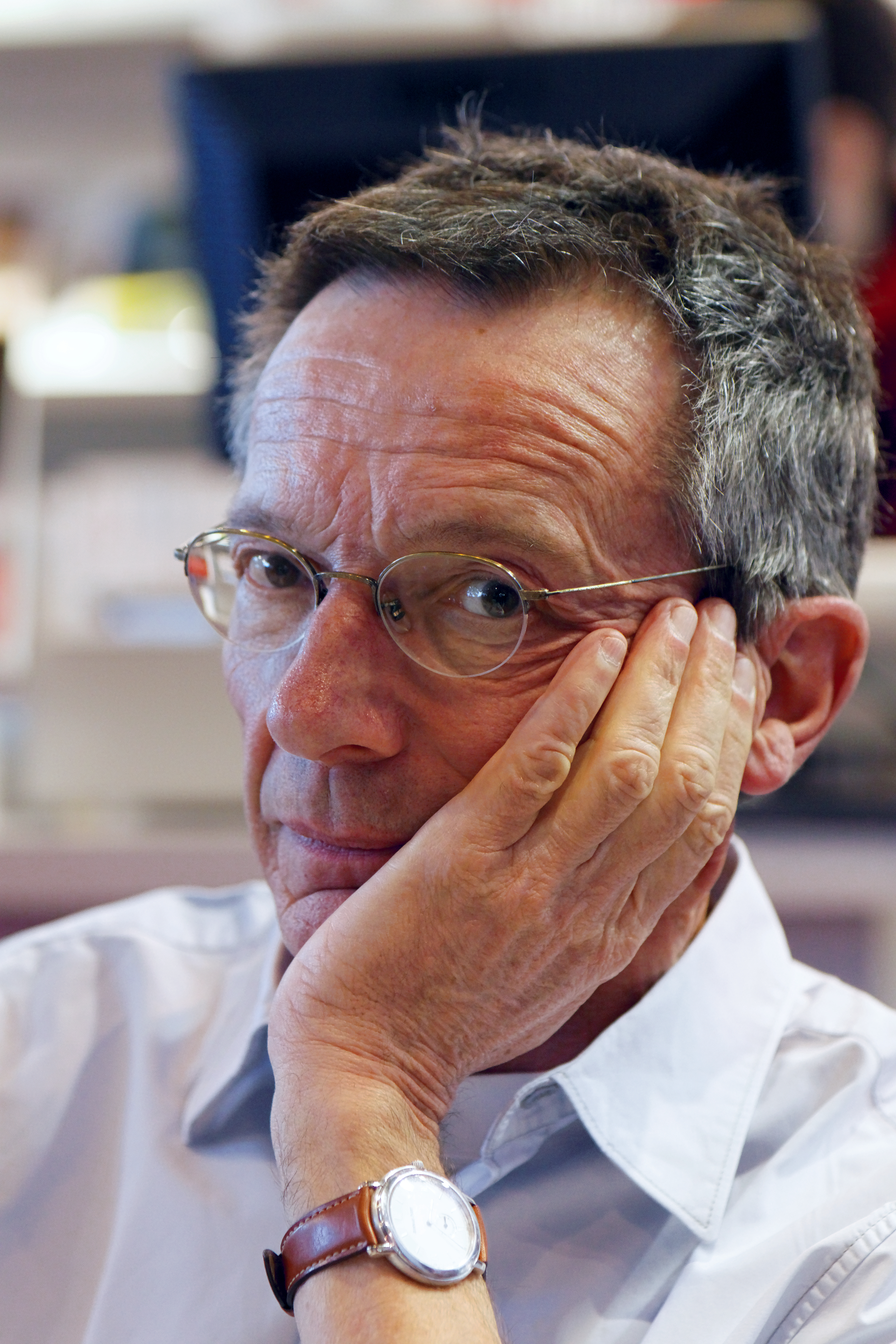
Le romancier au Salon du Livre 2011 de Paris.

### Romans
- Moments d’égarement (nouvelles), ill. de Blutch, coll. « C'est pour offrir », Casterman, 2003
- Les Femmes aux cheveux courts[30], Albin Michel, 2009
- Riva Bella[31], Albin Michel, 2011
- Reculer pour mieux sauter, coécrit avec David d'Equainville, Flammarion, 2012
- Le Garçon qui n'existait pas[32], Albin Michel, 2013
- Louis et l'Ubiq[33], Arthaud (ISBN 978-2-08-140446-5 et 2-08-140446-X), 2017
- La tentation du lac, Arthaud, 2025

### Bandes dessinées

#### Périodiques
- 94 récits courts, dans Pilote, 1970-1974.
- Trente-trois Actualités dans Pilote , 1970-1971.
- La Longue Nuit de Korneblu dans Pilote, 1972.
- Le Film de la semaine (dessin), avec Goussé ou Claude Poppé (texte) dans Pilote, cinq histoires, 1973.
- Mr le censeur aux champs dans Pilote, 1974.
- Deux histoires dans Mormoil, 1974.
- Une histoire dans L'Écho des savanes, 1974.
- Une histoire dans Fluide glacial, 1979.

#### Albums
- Gazul et Cie, éditions Audie, coll. « Fluide glacial » Compilation d'histoires parues dans Pilote, 1975.
- Gazul Club, éditions Michel Lagarde Compilation d'histoires parues dans Pilote, 2007.
- H-S : Le Magasin des suicides - Le livre du film, préface de Jean Teulé, Prisma, 2012.
- Deux passantes dans la nuit, avec Jérôme Tonnerre (co-scénariste) et Al Coutelis (dessin), Bamboo Édition
  1. Tome 1. Arlette[34], 2020.
  2. Tome 2. Anna, 2021

### Divers
- Je suis un imposteur, Flammarion, 1998
- Le Cinéma dans la cité (ouvrage collectif), éditions du Félin, 2001
- J'arrête le cinéma, Calmann-Lévy, 2011
- Weepers Circus, N'importe où, hors du monde, 2011
Livre-disque auquel participe une quarantaine d'invités en tant qu'auteurs ou interprètes. Patrice Leconte y signe un texte inédit (non mis en musique) consacré à sa propre interprétation du titre de l'album.
- L'Encyclopédie Delon[35], Patrice Leconte, Hugo Image, 2016
- Le dictionnaire de ma vie, avec François Vey, Kero, 2017
- Revoir Paris, avec Claire Garate (photographe), Neige/Ginkgo, 2017
- Re revoir Paris, avec Claire Garate (photographe), Neige/Ginkgo, 2018
- Tintin de A à Z, Moulinsart-Casterman, 2023

## Distinctions

### Récompenses
- Prix Louis-Delluc 1990 : Prix Louis-Delluc pour Le Mari de la coiffeuse
- César du cinéma 1997 : César du meilleur film et César du meilleur réalisateur pour Ridicule
- Lumières 1996 : Lumière du meilleur film pour Ridicule
- Baftas 1997 : Meilleur film en langue étrangère pour Ridicule
- Festival du film de Cabourg 2011 : Swann d'or du meilleur réalisateur pour Voir la mer
- Globes de Cristal 2015 : Meilleure mise en scène pour Ouh Ouh

### Nominations
- César du cinéma 1988 : César du meilleur film et César du meilleur réalisateur pour Tandem
- César du cinéma 1990 : César du meilleur film et César du meilleur réalisateur pour Monsieur Hire
- César du cinéma 1991 : César du meilleur film et César du meilleur réalisateur pour Le Mari de la coiffeuse
- Baftas 1992 : British Academy Film Award du meilleur film en langue étrangère pour Le Mari de la coiffeuse
- Golden Globes 1997 : Golden Globe du meilleur film en langue étrangère pour Ridicule
- Oscars 1997 : Oscar du meilleur film international pour Ridicule
- César du cinéma 2000 : César du meilleur film et César du meilleur réalisateur pour La Fille sur le pont
- Baftas 2001 : British Academy Film Award du meilleur film en langue étrangère pour La Fille sur le pont

### Décoration
- Commandeur de l'ordre des Arts et des Lettres

### Documentation
- Patrice Leconte (int. par Jean-Marc Vidal), « Était formé de l'intérieur... », BoDoï, no 69,‎ décembre 2003, p. 48-49.